# BRST量子化
在理論物理學中，BRST量子化是指以較嚴格的數學方式、藉由規範對稱性以量子化場論，它以卡洛·贝基（Becchi）、阿兰·鲁埃（Rouet）、雷蒙·斯托拉（Stora）和伊戈尔·秋京（Tyutin）的首字母命名。在早期量子場論中，特別是非阿貝爾量子場論，其中的「鬼場」幾乎都是以重整化和反常抵消的方式處理。
70年代中期推出的BRST超對稱對量子場論進行計算時，合理引入法捷耶夫-波波夫鬼粒子，並從物理漸近狀態將其排除在外。至關重要的是，路徑積分得以防止引入可能破壞規範理論的項目。直到數十年後，物理學家才以BRST替代路徑積分的存在。
在20世紀80年代末，當量子場論得以解決低維流形拓撲結構的問題，BRST量子化變得比在利用以反常抵消解決鬼場的方法更有效。這種修改原始作用量，添加進去一個額外的場（鬼場）並打破規範對稱性的方法，即被稱作「法捷耶夫-波波夫方法」。至於規範不變性和BRST不變性之間的關係，使得哈密頓系統的狀態由粒子的規範量子化選擇。此外，在某些情況下，特別是重力和超引力，BRST必須由更一般的形式，例如以巴塔林-維爾可維斯基代數取代。